# Llista de llibres de la Dragonlance
La llista de llibres de la Dragonlance és una reunió de tots els llibres escrits relacionats amb Dragonlance, tant els literaris com els de joc.
Primerament publicats per TSR, Inc., van passar a ser publicats per Wizards of the Coast.

## The Age of Mortals
- Conundrum (Desembre del 2001), per Jeff Crook
- The Lioness (Agost del 2002), per Nancy Varian Berberick
- Dark Thane (Novembre del 2003), per Jeff Crook
- Prisoner of Haven (Juny del 2004), per Nancy Varian Berberick
- Wizard's Conclave (Juliol del 2004), per Douglas Niles
- The Lake of Death (Octubre del 2004), per Jean Rabe

## The Barbarians
- Children of the Plains (Setembre del 2000), per Tonya C. Cook i Paul B. Thompson
- Brother of the Dragon (Agost del 2001), per Tonya C Cook i Paul B Thompson
- Sister of the Sword (Maig del 2002), per Tonya C Cook i Paul B Thompson

## Bertrem's Guides
- Bertrem's Guide to the Age of Mortals (Octubre del 2000),
- Bertrem's Guide to the War of Souls Volume One (Setembre del 2001)
- Bertrem's Guide to the War of Souls Volume Two (Novembre 2002)

## Bridges of Time Series
- Spirit of the Wind (Juliol del 1998), per Chris Pierson
- Legacy of Steel (Novembre del 1998), per Mary H. Herbert
- The Silver Stair (Gener del 1999), per Jean Rabe
- The Rose and the Skull (Març del 1999), per Jeff Crook
- Dezra's Quest (Juny del 1999), per Chris Pierson

## The Champions Series
- Saving Solace (Gener del 2006), per Douglas W. Clark
- The Alien Sea (Agost del 2006), per Lucien Soulban

## The Chaos War Series
- The Last Thane (Juny del 1998), per Douglas Niles
- Tears of the Night Sky (Octubre del 1998), per Linda P. Baker i Nancy Varian Berberick
- The Puppet King (Febrer del 1999), per Douglas Niles
- Reavers of the Blood Sea (Maig del 1999), per Richard A. Knaak
- The Siege of Mt. Nevermind (Setembre del 1999), per Fergus Ryan

## Classics Series
- Murder In Tarsis (Novembre del 1999), per John Maddox Roberts
- Dalamar the Dark (Gener del 2000), per Nancy Varian Berberick
- The Citadel (Agost del 2000), per Richard A. Knaak
- The Inheritance (Maig del 2001), per Nancy Varian Berberick

## Crossroads
- The Clandestine Circle (Juliol del 2000), per Mary H. Herbert
- The Thieves' Guild (Desembre del 2000), per Jeff Crook
- Dragon's Bluff (Juliol del 2001), per Mary H. Herbert
- The Dragon Isles (Desembre del 2002), per Stephen D. Sullivan
- The Middle of Nowhere (Juliol del 2003), per Paul B. Thompson

## Cròniques de la Dragonlance
- Dracs de Tardor (Abril del 1984), per Margaret Weis i Tracy Hickman
- Dracs de Primavera (Abril del 1985), per Margaret Weis i Tracy Hickman
- Dracs de Primavera (Setembre del 1985), per Margaret Weis i Tracy Hickman
- The Annotated Chronicles (1999), per Margaret Weis i Tracy Hickman
- The Second Generation (Febrer del 1995), per Margaret Weis i Tracy Hickman
- Dragons of Summer Flame (Novembre del 1996), per Margaret Weis i Tracy Hickman

## Dark Chronicles Trilogy
- Dragons of the Dwarven Depths (Juliol del 2006), per Margaret Weis i Tracy Hickman
- Dragons of the Highlord Skies (2007), per
- Dragons of the Hourglass Mage (2008), per

## The Dark Disciple Trilogy
- Amber and Ashes (Setembre del 2004), per Margaret Weis
- Amber and Iron (Novembre del 2005), per Margaret Weis
- Amber and Blood (2006), per Margaret Weis

## Defenders of Magic Trilogy
- Night of the Eye (Abril del 1994), per Mary Kirchoff
- The Medusa Plague (Octubre del 1994), per Mary Kirchoff
- The Seventh Sentinel (Agost del 1995), per Mary Kirchoff

## The Dhamon Saga
- Downfall (Maig del 2000), per Jean Rabe
- Betrayal (Juny del 2001), per Jean Rabe
- Redemption (Juny del 2002), per Jean Rabe

## The Dragon Anthologies
- The Dragons of Krynn (Març del 1994), editat per Margaret Weis i Tracy Hickman
- The Dragons at War (Maog del 1996), editat per Margaret Weis i Tracy Hickman
- The Dragons of Chaos (Desembre del 1997), editat per Margaret Weis i Tracy Hickman

## Dragons of a New Age
- The Dawning of a New Age (Setembre del 1996), per Jean Rabe
- The Day of the Tempest (Agost del 1997), per Jean Rabe
- The Eve of the Maelstrom (Febrer del 1998), per Jean Rabe

## Dwarven Nations Trilogy
- Covenant of the Forge (Febrer del 1993), per Dan Parkinson
- Hammer and Axe (Juliol del 1993), per Dan Parkinson
- The Swordsheath Scroll (Gener del 1994), per Dan Parkinson

## Elven Exiles Trilogy
- Sanctuary (Octubre del 2005), per Paul B. Thompson i Tonya C. Cook
- Alliance (Octubre del 2006), per Paul B. Thompson i Tonya C. Cook

## The Elven Nations Trilogy
- Firstborn (Febrer del 1991), per Paul B. Thompson i Tonya C. Cook
- The Kinslayer Wars (Agost del 1991), per Douglas Niles
- The Qualinesti (Novembre del 1991), per Paul B. Thompson i Tonya C. Cook

## The Ergoth Trilogy
- A Warrior's Journey (Maig del 2003), per Paul B. Thompson i Tonya C. Cook
- The Wizard's Fate (Febrer del 2004), per Paul B. Thompson i Tonya C. Cook
- A Hero's Justice (Desembre del 2004), per Paul B. Thompson i Tonya C. Cook

## Heroes
- The Legend of Huma (Març del 1988), per Richard A. Knaak
- Stormblade (Agost del 1988), per Nancy Varian Berberick
- Weasel's Luck (Desembre del 1988), per Michael Williams

### Heroes II
Tot i que en algunes edicions s'hi refereixen com a la triologia Heroes II altres la classifiquen dins del grup Heroes continuant pel volum IV.
- Kaz the Minotaur (Juliol del 1990), per Richard A. Knaak
- The Gates of Thorbardin (Juliol del 1990), per Dan Parkinson
- Galen Beknighted (Desembre del 1990), per Michael Williams

## Icewall Trilogy
- The Messenger (Febrer del 2001), per Douglas Niles
- The Golden Orb (Febrer del 2002), per Douglas Niles
- Winterheim (Gener del 2003), per Douglas Niles

## Kang's Regiment
- The Doom Brigade (Novembre del 1996), per Margaret Weis i Don Perrin
- Draconian Measures (Novembre del 2000), per Don Perrin amb Margaret Weis

## Kingpriest Trilogy
- Chosen of the Gods (Novembre del 2001), per Chris Pierson
- Divine Hammer (Octubre del 2002), per Chris Pierson
- Sacred Fire (Desembre del 2003), per Chris Pierson

## Legends Trilogy
- Time of the Twins (Febrer del 1986), per Margaret Weis i Tracy Hickman
- War of the Twins (Maig del 1986), per Margaret Weis i Tracy Hickman
- Test of the Twins (Agost del 1986), per Margaret Weis i Tracy Hickman
- The Annotated Legends (Setembre del 2003), per Margaret Weis i Tracy Hickman

## The Linsha Trilogy
- City of the Lost (Agost del 2003), per Mary H. Herbert
- Flight of the Fallen (Setembre del 2004), per Mary H. Herbert
- Return of the Exile (Febrer del 2005), per Mary H. Herbert

## Lost Histories
- The Kagonesti (Gener del 1995), per Douglas Niles
- The Irda (Gener del 1995), per Linda P. Baker
- The Dargonesti (Octubre del 1995), per Paul B. Thompson i Tonya Cook
- Land of the Minotaurs (Gener del 1996), per Richard A. Knaak
- The Gully Dwarves (Juny del 1996), per Dan Parkinson
- The Dragons (Octubre del 1996), per Douglas Niles

## Lost Legends
- Vinus Solamnus (Agost del 1997), per J. Robert King
- Fistandantilus Reborn (Octubre del 1997), per Douglas Niles
- Tales of Uncle Trapspinger (Novembre del 1997), per Dixie Lee McKeone

## The Meetings Sextet
- Kindred Spirits (Abril del 1991), per Mark Anthony i Ellen Porath
- Wanderlust (Setembre del 1991), per Mary Kirchoff i Steve Winter
- Dark Heart (Gener del 1992), per Tina Daniell
- The Oath and the Measure (Maig del 1992), per Michael Williams
- Steel and Stone (Setembre del 1992), per Ellen Porath
- The Companions (Gener del 1993), per Tina Daniell

## The Minotaur Wars
- Night of Blood (Juny del 2003), per Richard A. Knaak
- Tides of Blood (Abril del 2004), per Richard A. Knaak
- Empire of Blood (Maig del 2005), per Richard A. Knaak

## The Ogre Titans
- The Black Talon (2007), per
- Volume 2 (2008)
- Volume 3 (2009)

## Preludes
- Darkness and Light (1989), per Paul B. Thompson i Tonya C. Cook
- Kendermore (Agost del 1989), per Mary Kirchoff
- Brothers Majere (Desembre del 1989), per Kevin Stein

### Preludes II
Tot i que en algunes edicions es refereixen a aquests llibres com a la triologia Preludes II, en d'altres se'ls situa dins del grup de Preludes, continuant des del volum IV.
- Riverwind the Plainsman (Gener del 1990), per Paul B. Thompson i Tonya C. Cook
- Flint the King (Maig del 1990), per Mary Kirchoff i Douglas Niles
- Tanis, the Shadow Years (Novembre del 1990), per Barbara Siegel i Scott Siegel

## The Raistlin Chronicles
- The Soulforge (gener del 1998), per Margaret Weis
- Brothers in Arms (agost del 1999), per Margaret Weis i Don Perrin

## The Rise of Solamnia Trilogy
- Lord of the Rose (Març del 2005), per Douglas Niles
- The Crown and the Sword (Juny del 2006), per Douglas Niles
- The Measure and the Truth (2007), per

## The Taladas Chronicles
- Blades of the Tiger (Abril del 2005), per Chris Pierson
- Trail of the Black Wyrm (Abril del 2006), per Chris Pierson
- Shadow of the Flame (2007), per

## Tales
- The Magic of Krynn (Març del 1987), editat per Margaret Weis i Tracy Hickman
- Kender, Gully Dwarves, and Gnomes (Juliol del 1987), editat per Margaret Weis i Tracy Hickman
- Love and War (Octubre del 1987), editat per Margaret Weis i Tracy Hickman

### Tales II
Tot i que algunes edicions s'hi refereixen com a la triologia Tales II en d'altres l'inclouen dins del grup Tales continuant a partir del volum IV.
- The Reign of Istar (Abril del 1992)
- The Cataclysm (Juliol del 1992)
- The War of the Lance (Novembre del 1992)

## Tales of the Fifth Age
- Relics and Omens (Abril del 1998)
- Heroes and Fools (Juliol del 1999)
- Rebels and Tyrants (Abril del 2000)

## Villains Series
- Before the Mask (Abril del 1993)
- The Black Wing (Setembre del 1993)
- Emperor of Ansalon (Desembre del 1993)
- Hederick the Theocrat (Gener del 1994)
- Lord Toede (Juliol del 1994)
- The Dark Queen (Desembre del 1994)

## The War of Souls
- Dragons of a Fallen Sun (Abril del 2000)
- Dragons of a Lost Star (Abril del 2001)
- Dragons of a Vanished Moon (Gener del 2002)

## The Warriors
- Knights of the Crown (Març del 1995)
- Maquesta Kar-Thon (Juliol del 1995)
- Knights of the Sword (Desembre del 1995)
- Theros Ironfeld (1996)
- Knights of the Rose (Juliol del 1996)
- Lord Soth (Desembre del 1996)
- The Wayward Knights (Setembre del 1997)

## Various Anthologies
- The Best of Tales Volume One (Febrer del 2000)
- The Best of Tales Volume Two (Gener del 2002)
- The Search for Magic — Tales From the War of Souls (Octubre del 2001)
- The Players of Gilean — Tales From the World of Krynn (Febrer del 2003)
- The Search for Power — Dragons From the War of Souls (Maig del 2004)
- Dragons in the Archives — The Best of Weis and Hickman Anthology (Novembre del 2004)
- The Odyssey of Gilthanas — Reader's Companion (Agost del 1999)